# Schwermetall Chronicles
Schwermetall Chronicles (OT.: Métal Hurlant Chronicles) ist eine französisch-belgische Fernsehserie im Anthologie-Format, welche in englischer Sprache gedreht wurde.
Die Serie feierte am 3. September 2012 ihre Premiere beim staatlichen französischen Fernsehsender France 4. Im deutschsprachigen Raum war sie erstmals ab November 2012 beim Bezahlsender Animax zu sehen.

## Inhalt
Die Serie basiert auf der französischen Comic-Serie Métal hurlant, welche in Deutschland als Schwermetall veröffentlicht wurde.

## Besetzung
Zahlreiche Schauspielerinnen und Schauspieler, hatten in den einzelnen Episoden der Serie Gastrollen. Zu ihnen zählen unter anderem Scott Adkins, Michael Jai White, James Marsters, Michelle Ryan, Jean-Yves Berteloot, Jean-Michel Martial, Dominique Pinon, Joe Flanigan, Kelly Brook und Rutger Hauer.

## Veröffentlichung im deutschsprachigen Raum
Beide Staffeln der Serie wurden im deutschsprachigen Raum durch Universal Pictures Germany veröffentlicht. Zu einer Veröffentlichung der ersten Staffel auf DVD und BluRay kam es am 7. Februar 2013, wobei die BluRay im Steelbook veröffentlicht wurde. Die zweite Staffel wurde am 4. November 2014 veröffentlicht. Auch hier erschien die Veröffentlichung auf DVD und BluRay, im Gegensatz zu Staffel 1, trägt die BluRay von Staffel 2 jedoch kein Steelbook.